# 松山藩 (大和國)
松山藩（日語：松山藩／まつやまはん Udamatsuyama han）是一個位於大和國的藩，陣屋設置在藩廳松山（今奈良縣宇陀市大宇陀）。

## 歷史
福島高晴在關原之戰立下戰功後，從原本三萬多石的領地伊勢國長島被加封轉移至松山建立宇陀松山藩。不過由於他在1615年大坂夏之陣期間涉嫌與豐臣氏通敵，他的領地被沒收並與織田信雄在大和國及上野國共五萬石的領地一併歸於信雄。此時，身為統治日本的織田信長之子的他再被升格為國主格。他將上野的領土交給了四兒子織田信良，自己則以大和二萬八千石的領地作為隱居的地方。信雄在1630年死後，大和的領土由五兒子織田高長繼承。此後，織田長賴和織田信武接著成為藩主，而信武在宗族內亂期間自殺（稱為宇田崩潰）。鑑於他們作為織田信長的後代，幕府允許藩主之位傳給信武的兒子織田信休，但領土縮小到二萬石，並轉移到丹波國柏原藩，作為國主格的地位和特殊待遇亦被剝奪。宇陀松山藩也因此廢藩。

## 歷代藩主
福島家
外樣大名 - 三萬一千七百一十七石
- 福島高晴

織田家
外樣大名 - 二萬八千石
- 織田信雄
- 織田高長
- 織田長賴
- 織田信武
- 織田信休